# Dymitr Wiśniowiecki

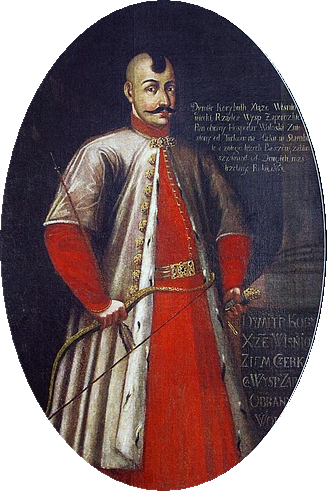
Dymitr Wiśniowiecki.

Dymitr Wiśniowiecki Bajda, född före 1535, död 1563, var en hetman bland zaporogkosackerna. 
Wiśniowiecki övergick 1557 övergick i moskovitiske tsarens tjänst, men 1561 återvände till Polen-Litauen. Han företog 1563 ett äventyrligt tåg till Moldova för att tillvälla sig furstemakten där, men blev slagen och fördes som fånge till Konstantinopel, där han avrättades.